# Won't Go Home without You
Won't Go Home without You este un cântec compus de formația pop-rock Maroon 5. Reprezintă a cincea piesa de pe albumul de studio It Won't Be Soon Before Long (2007) și al treilea extras pe single de pe album.

## Compunerea piesei
Piesa a fost compusă de cântărețul și chitaristul Adam Levine.

## Videoclip
Videoclipul oficial al piesei Won't Go Home without You a avut premiera la postul muzical VH1 pe 1 decembrie 2007. În clip apar câteva scene cu Adam Levine și un personaj feminin, interpretat de Tania Raymonde (actriță de origine americană). În prima parte a videoclipului este înfățișat Adam, care stă pe scaun și se gândește la șansele irosite în legătură cu persoana iubită. Se hotărăște că „nu vrea să se întoarcă acasă fără ea” (exact titlul piesei) și începe să o caute la un restaurant din apropiere. În cele din urmă o găsește, dar rămâne deziluzionat, deoarece ea se află alături de altcineva.

## Extras pe single. Clasamente
Won't Go Home without You reprezintă cea de-a treia piesă aleasă pentru a deveni single, lansată în luna decembrie în Marea Britanie, iar în luna ianuarie 2008 în Statele Unite ale Americii. Printre țările în care melodia s-a impus pot fi amintite: Australia, Cipru, Estonia, Germania, Israel și nu în ultimul rând Italia, unde a reușit să ajungă pe prima poziție.